# Chandra-teleskopet
Chandra-teleskopet eller Chandra X-ray Observatory (CXO), tidigare känt som Advanced X-ray Astrophysics Facility (AXAF), uppskjutet i juli 1999 av NASA, är ett rymdteleskop som letar efter röntgenstrålning. Teleskopet är uppkallat efter Subramanyan Chandrasekhar. Det har främst använts till att undersöka energirika fenomen som exempelvis svarta hål och kolliderande galaxer.
Uppskjutningen skedde med rymdfärjan Columbia, den 23 juli 1999 under uppdragsnamnet STS-93.